# Liosomaphis himalayensis
Liosomaphis himalayensis är en insektsart. Liosomaphis himalayensis ingår i släktet Liosomaphis och familjen långrörsbladlöss. Inga underarter finns listade i Catalogue of Life.